# Aulacoserica uelensis
Aulacoserica uelensis är en skalbaggsart som beskrevs av Louis Burgeon 1943. Aulacoserica uelensis ingår i släktet Aulacoserica och familjen Melolonthidae. Inga underarter finns listade.